# Désiré Beaulieu

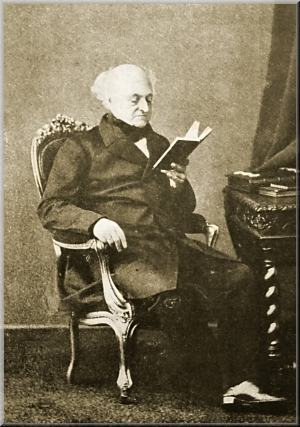
Désiré Beaulieu.

Marie Désiré Martin Beaulieu, född den 11 april 1791 i Paris, död den 21 december 1863 i Niort, var en fransk musiker.
Beaulieu var elev till Méhul, erövrade första priset vid den av Institutet utlysta tävlan 1810, varefter han bosatte sig i Niort. Han stiftade där 1835 det till 1879 bestående centrala musiksällskapet Association musicale de l'Ouest, som omfattar sex departement och årligen gav en stor musikfest, med omväxling av ort. Sålunda sattes Beaulieu i tillfälle att utföra stora oratorieverk och dylikt, förr än man lyckats få dem upp i Paris. Även sällskapet för klassisk musik,  Fondation Beaulieu, i Paris är hans verk. Han testamenterade till detta sällskap 100 000 francs.  Beaulieu komponerade själv ett par operor, de "lyriska scenerna" Psyché et Amour och Jeanne d'Arc, oratorier, mässor, hymner, orkesterstycken, violinfantasier, körer, solosånger med mera samt författade musiklitterära verk, bland annat Du rhytme (1852). Han var korresponderande ledamot av Académie des beaux-arts.